# Cladocarpus lignosus
Cladocarpus lignosus är en nässeldjursart som först beskrevs av Gustav Heinrich Kirchenpauer 1872.  Cladocarpus lignosus ingår i släktet Cladocarpus och familjen Aglaopheniidae. Inga underarter finns listade i Catalogue of Life.